# Crespadoro
Crespadoro ist eine nordostitalienische Gemeinde (comune) mit 1216 Einwohnern (Stand 31. Dezember 2023) in der Provinz Vicenza in Venetien. Die Gemeinde liegt etwa 26,5 Kilometer westnordwestlich von Vicenza am Chiampo und am  Parco naturale regionale della Lessinia und grenzt unmittelbar an das Trentino und an die Provinz Verona.